# Aralia spinosa
Aralia spinosa ist eine Art aus der Gattung Aralia in der Familie der Araliengewächse (Araliaceae). Für sie wird, wie auch für Zanthoxylum clava-herculis, mit der sie nicht verwandt ist, der Trivialname Herkuleskeule verwendet. Sie ist in den östlichen und zentralen USA verbreitet. Sie wurde früher in Nordamerika vielseitig genutzt und wird heute als Zierpflanze verwendet.

## Beschreibung

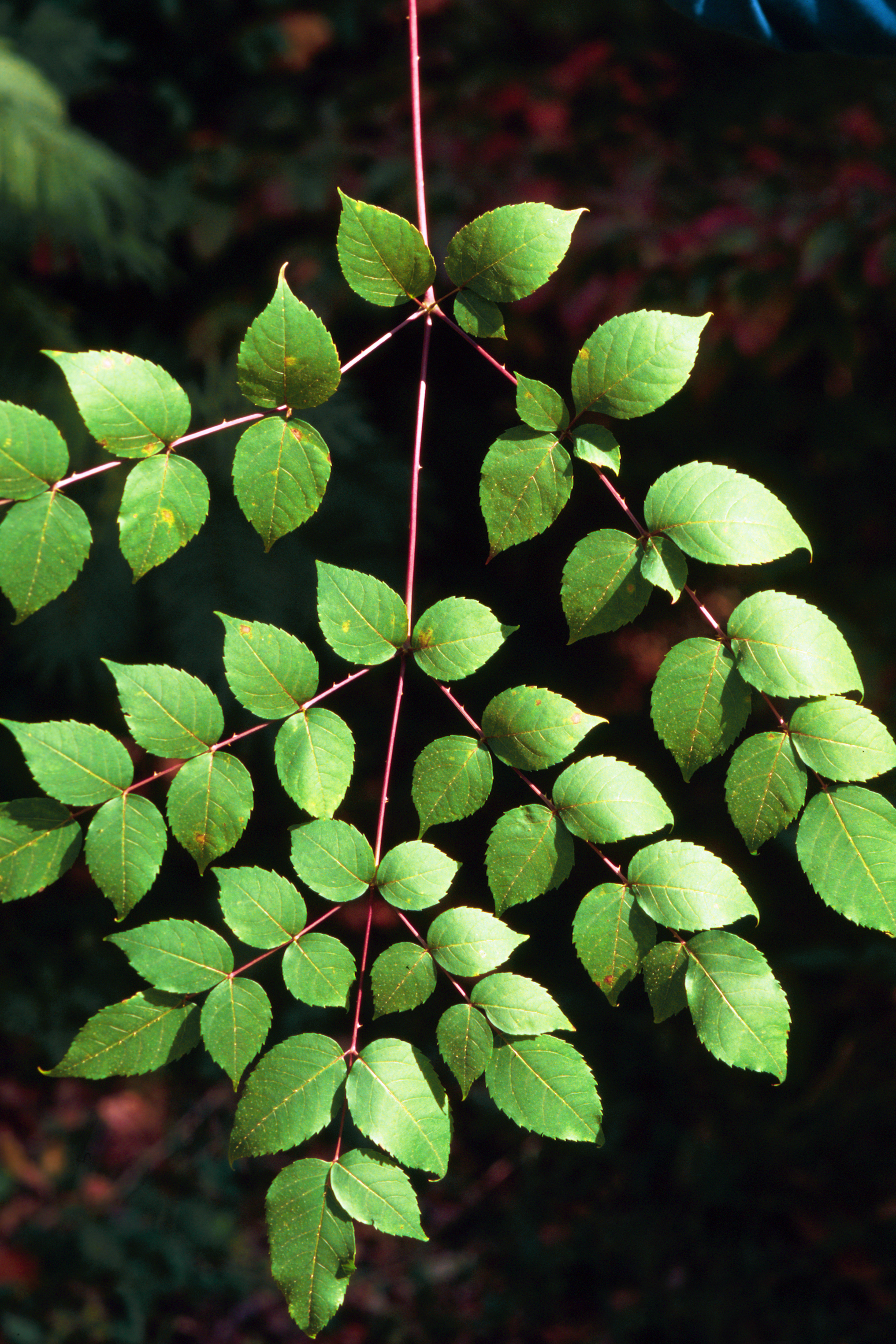
Doppelt gefiedertes Laubblatt

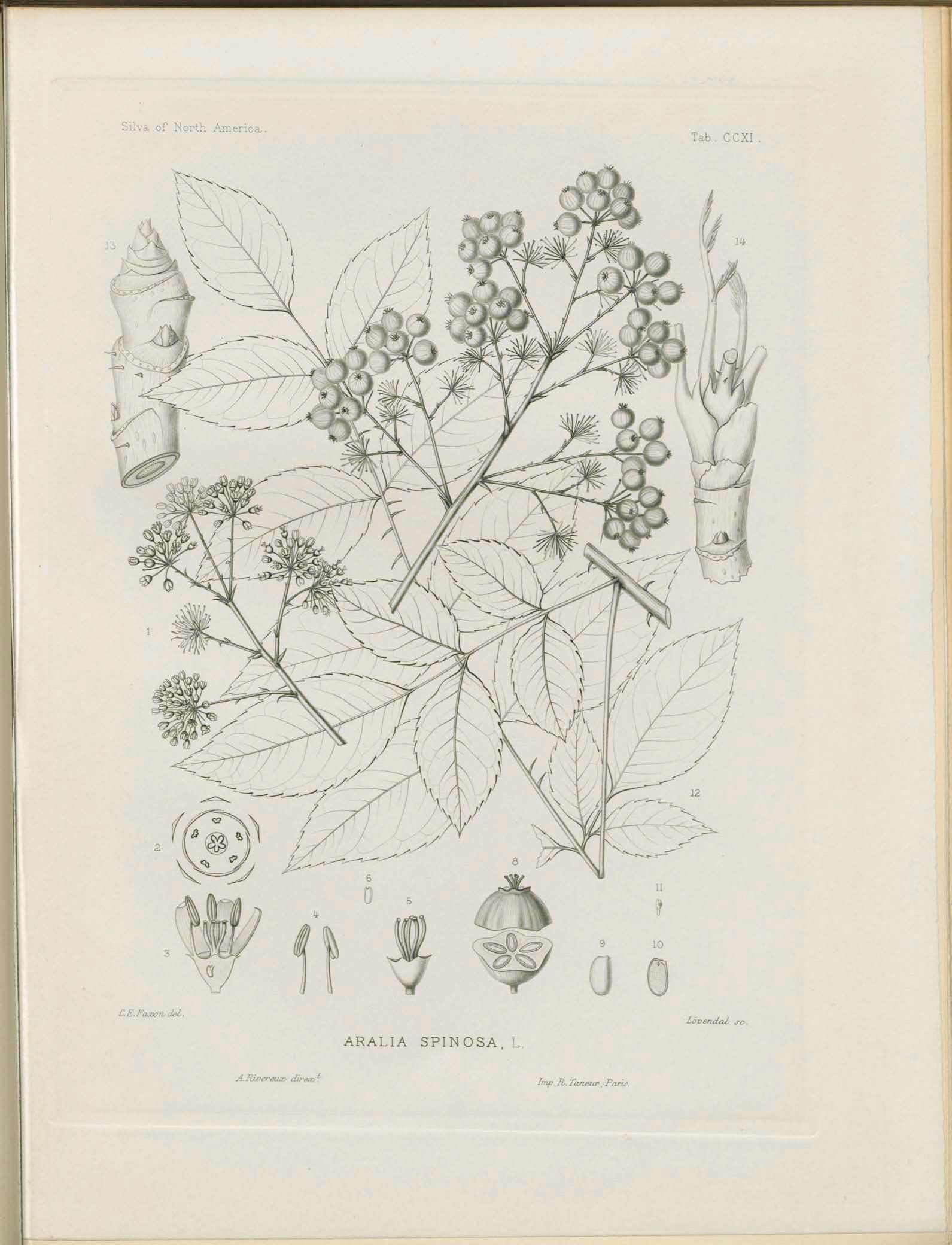
Illustration

### Erscheinungsbild, Holz und Blatt
Aralia spinosa wächst als stacheliger, laubabwerfender, kleiner Baum oder Strauch mit Wuchshöhen von 6 bis 10, selten bis zu 12 Metern und Stammdurchmessern von selten mehr als 0,1 bis 0,15 Metern. Mit Rhizomen werden Bestände gebildet; sie dienen auch der vegetativen Vermehrung.
Das Holz von Aralia spinosa ist leicht, weich und brüchig; es ist braun mit hellerem, gelbem Splintholz. Es hat eine zentrale Markröhre. Die Sprossachsen bleiben meist unverzweigt, bis die ersten Blütenstände gebildet werden. Die Rinde ist aschgrau bis braun. Die dicht stehenden Stacheln sind robust. An jungen Sprossachsen sind die Laubblätter im oberen Bereich konzentriert, sodass der Eindruck einer flachen, ausgebreiteten Krone entsteht. Es handelt sich aber nicht um Zweige, die diese Wirkung hervorrufen, sondern sie entsteht durch die Blattrhachis. An älteren Sprossachsen gibt es Zweige mit dem gleichen Erscheinungsbild wie bei den Hauptsprossachsen. Die Blattnarben abgefallener Laubblätter sind immer deutlich am Stamm erkennbar.
Die wechselständig angeordneten Laubblätter sind 90 bis 180 Zentimeter lang und in einen langen Blattstiel sowie -spreite gegliedert. Die Blattspreite ist unpaarig doppelt gefiedert. Die Rhachis ist stachelig und an den Verzweigungen verdickt; dies führt dazu, dass sie manchmal als Zweige gedeutet werden. Die oberseits fast kahlen und kurz gestielten Blättchen stehen sich meist paarweise gegenüber. Die Unterseite ist auf den Adern leicht behaart bis fast kahl. Die dunkelgrünen und blaugrün bereiften Blättchen sind bei einer Länge von 5,1 bis 10,2 Zentimetern und einer Breite von 3 bis 4,1 Zentimetern eiförmig mit gerundeter Basis, zugespitztem oberen Ende sowie gesägtem Rand. Es gibt auch Stacheln auf den Blättchenadern und auf der -unterseite sowie am Blattstiel.

### Blütenstand und Blüte
In endständigen, 30 bis 46 Zentimeter langen, mehrfach verzweigten, fein behaarten rispigen Gesamtblütenständen stehen viele doldige Teilblütenstände zusammen, die viele Blüten enthalten. Die relativ kleinen, zwittrigen oder funktionell männlichen Blüten sind radiärsymmetrisch und fünfzählig mit doppelter Blütenhülle. Es sind fünf Kelchblätter vorhanden. Die fünf weißen bis cremeweißen Kronblätter sind zurückgebogen. Es ist nur ein Kreis mit fünf Staubblättern vorhanden. Fünf Fruchtblätter sind zu einem unterständigen Fruchtknoten verwachsen. Die fünf Griffel sind meist nur an ihrer Basis verwachsen. Es ist ein Diskus vorhanden.

### Fruchtstand und Frucht
Im späten Herbst stehen in Fruchtständen mit rosafarbenen Fruchtstandsachsen und Fruchtstielen viele Früchte. Die relativ kleinen, saftigen, beerenartigen Steinfrüchte werden auch manchmal als Beeren gedeutet. Die Steinfrüchte sind bei einer Länge von bis zu 6,4 Millimetern eiförmig und verfärben sich bei Reife blau oder purpur-schwarz. Jede Steinfrucht enthält drei bis fünf samenähnliche Steinkerne.

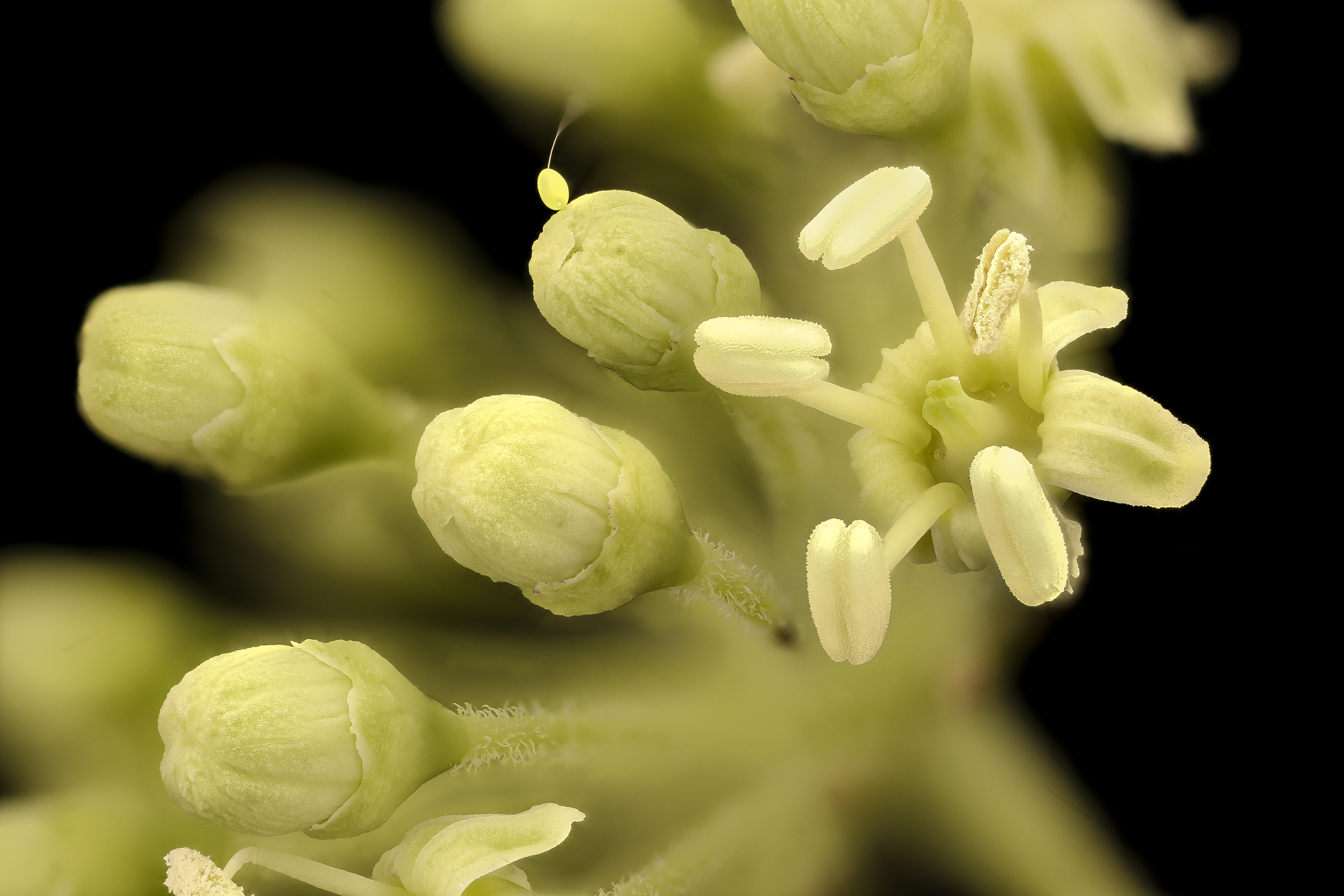
Blüte
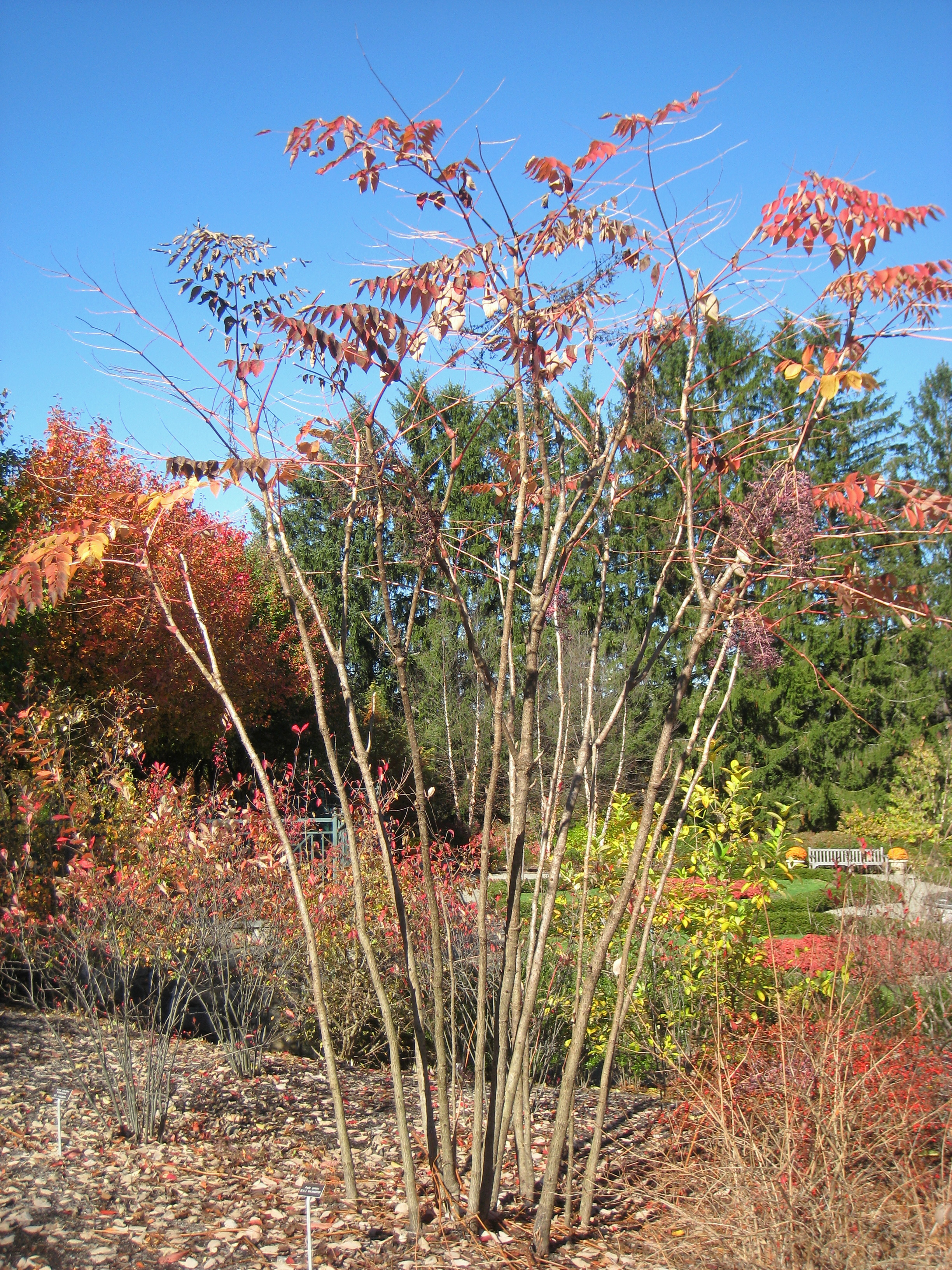
Habitus im Herbst beim Laubfall
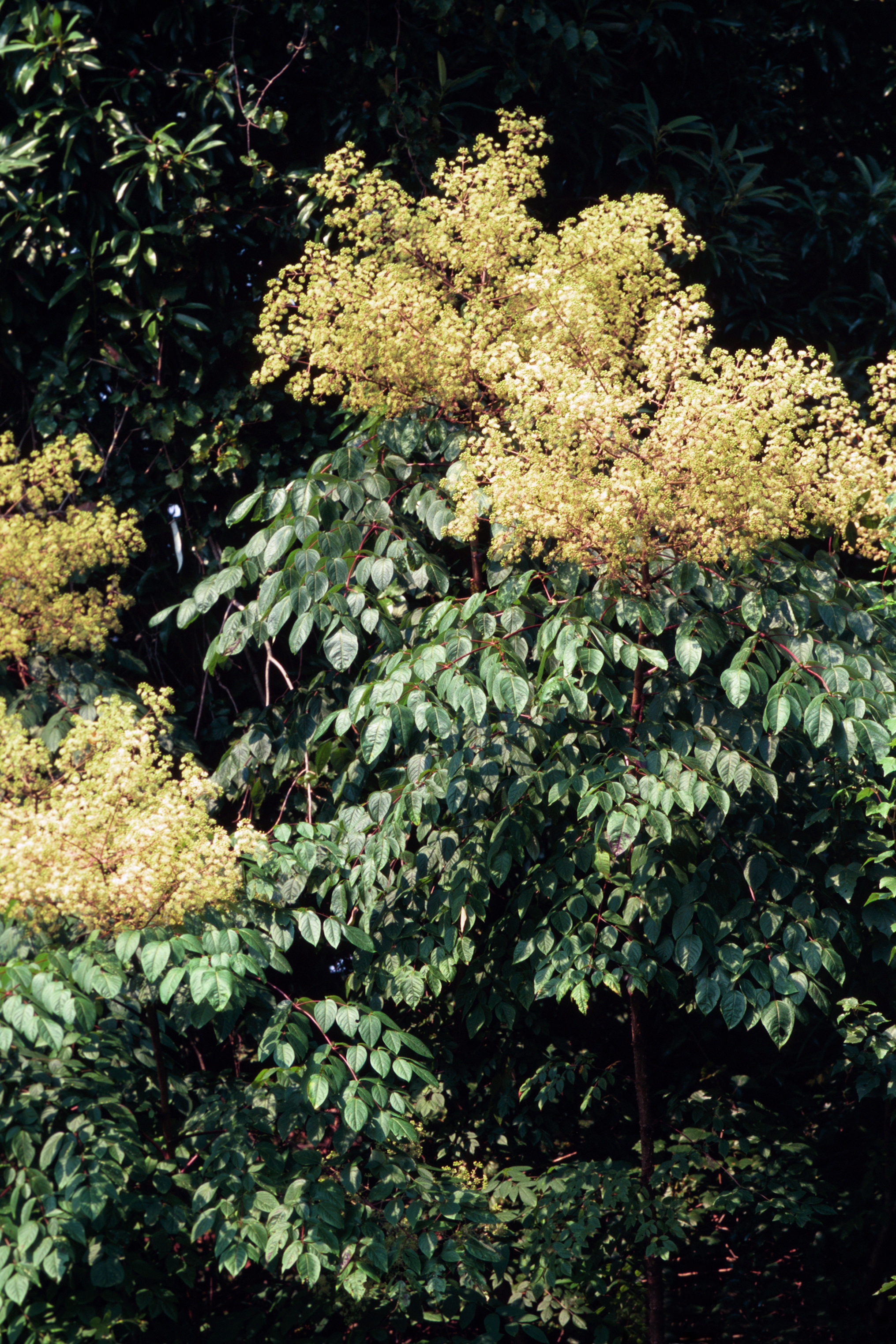
Habitus, Laubblätter und endständige Blütenstände
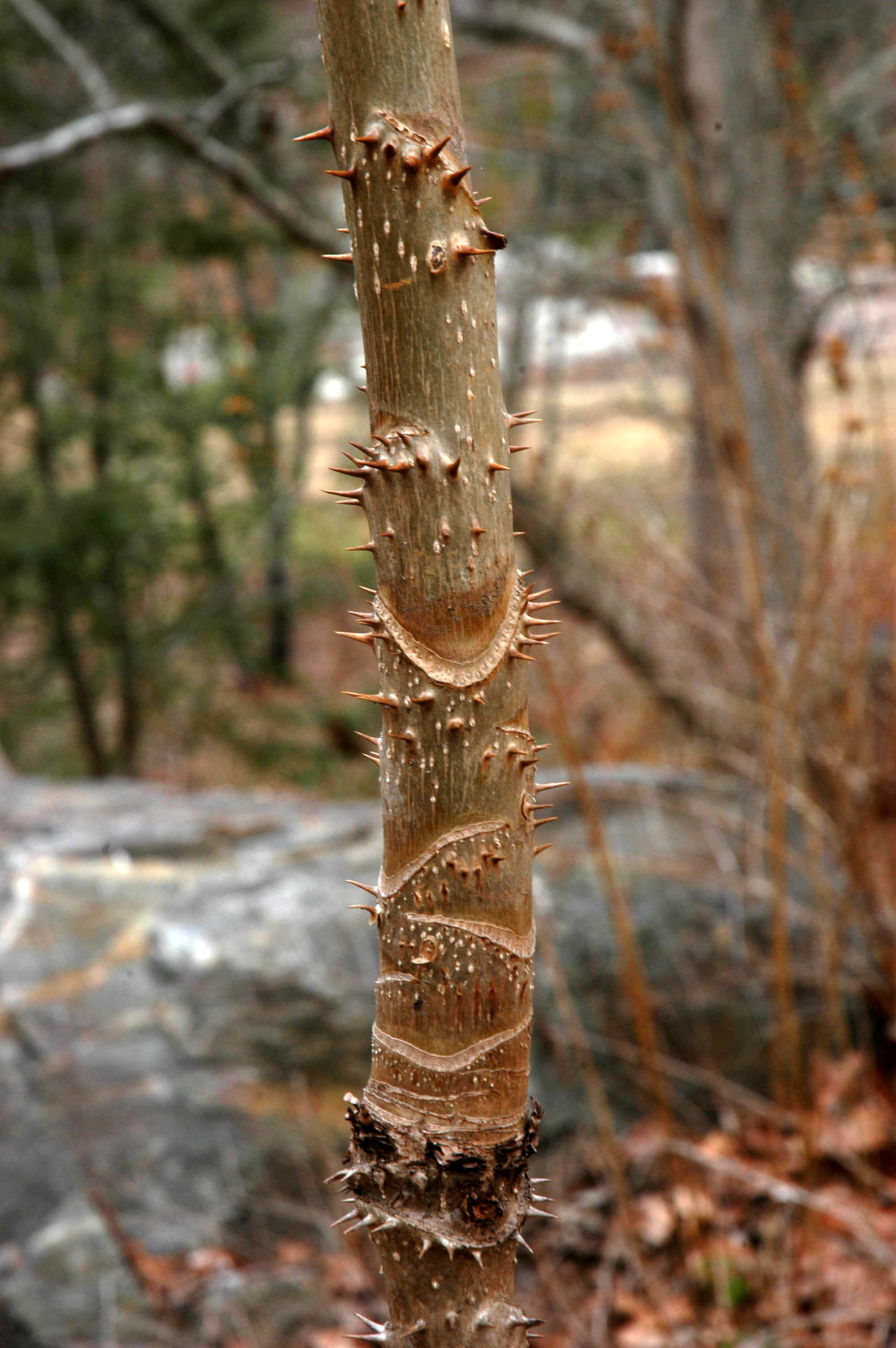
Stacheliger Stamm mit deutlichen Blattnarben

## Ökologie
Für Honigbienen und eine Vielfalt anderer Insekten ist Aralia spinosa eine Quelle für Pollen und Nektar.
Die Steinfrüchte werden von vielen Wildtieren wie Vogelarten, besonders dem Zedernseidenschwanz (Bombycilla cedrorum) gefressen. Nahrung bieten die Steinfrüchte auch vielen anderen Frucht- und Allesfressern und sogar dem Amerikanischen Schwarzbär. Es wird berichtet, dass Hirsch-Arten an Aralia spinosa äsen.

Verbreitungskarte

## Vorkommen
Aralia spinosa ist in den östlichen und zentralen USA verbreitet. Es gibt Fundorte in den US-Bundesstaaten südliches Indiana, westliches New York, Ohio, Pennsylvania, West Virginia, südliches Illinois, südöstliches Missouri, Oklahoma, Alabama, Arkansas, Delaware, Florida, Georgia, Kentucky, Louisiana, Maryland, Mississippi, North Carolina, South Carolina, Tennessee, Virginia sowie Texas.
Sie gedeiht in tiefgründigen, feuchten Böden. Durch die Rhizome gilt sie als invasive Pflanze.

## Taxonomie
Die Erstveröffentlichung von Aralia spinosa erfolgte 1753 durch Carl von Linné in Species Plantarum, 1, S. 273.

## Nutzung
Die indigenen Völker und die frühen Siedler Nordamerikas nutzten die Borke, unterirdische Pflanzenteile und die Steinfrüchte für vielfältige medizinische Zwecke. Auch eine Nutzung der Wurzelrinde und der Früchte als Diuretikum wird beschrieben.
Aralia spinosa wird als Zierpflanze in Parks und Gärten der gemäßigten Breiten verwendet. Die ungewöhnlichen Laubblätter, Blüten- sowie Fruchtstände machen die Herkuleskeule zu einer interessanten Art in der Gartengestaltung. Die Neigung zur Ausbreitung über Rhizome kann sich nachteilig auswirken.